# Casino de la Faïencerie
Le Casino de la Faïencerie ou Casino des Faïenceries est un Casino français du département de la Moselle, faisant partie de la commune de Sarreguemines.

## Histoire
Il ne faut pas oublier que le département de la Moselle a fait partie du II Reich allemand dès le traité de Frankfurt (10 mai 1871). Dans la langue allemande le terme de casino ne signifie pas casino de jeux.  Il s'agit d'un lieu commun dans lequel se retrouvent les salariés des faïenceries, ce que de nos jours nous appellerions une Maison associative. Ce terme de Casino est resté au fil du temps car son objectif n'a jamais varié jusqu'à sa  vente à la commune de Sarreguemines.
Aujourd'hui il abrite un restaurant, une brasserie et une salle de spectacle et se trouve sous protection des Monuments Historiques. 
Ce bâtiment a été  construit pour le personnel des faïencerie. Il comportait de grandes salles de réunion sur deux étages et une grande et belle salle de spectacle. Dans cette salle se déroulait le spectacle et la traditionnelle remise des cadeaux de Noël aux enfants des faïenciers. Pendant une période des dernières années 1960 s'y est installée une cantine pour les ouvriers et leurs invités. Un bar y fonctionnait aussi pendant ces années fastes du fonctionnement de cet établissement.
Il est inscrit au titre des monuments historiques depuis 1998.